# Barajul Voila
Barajul Voila este amplasat pe râul Olt, în amonte de confluența cu râul Cincu și în aval de orașul Făgăraș, în zona comunelor Cincu pe malul drept și Voila pe malul stâng. Barajul deversor este situat pe malul stâng, iar centrala hidroelectrică pe cel drept.

## Tipul și materialul de construcție
- Barajul deversor stăvilar este de tip mobil, cu ploturi independente din beton (deversoare și pile)
- Centrala hidroelectrică este de tip baraj, din beton armat.
- Barajele de pământ nedeversoare, mal drept și mal stâng, sunt de tip omogen, din balast.

## Caracteristici constructive
- lungime front de barare 60m
- lungime front deversant 56m
- lățime la bază (ampriză) 34m
- lățimea la coronament 9,5m
- lățimea protecției aval (disipator+risbermă) 63m
- înalțime maximă 21m
- cota minimă de fundare 406,5 mdMN
- cota crestei deversorului 413,5 mdMN
- cota talvegului la baraj 413,5 mdMN
- cota coronamentului 427,5 mdMN[1]